# Nenad Vasilić

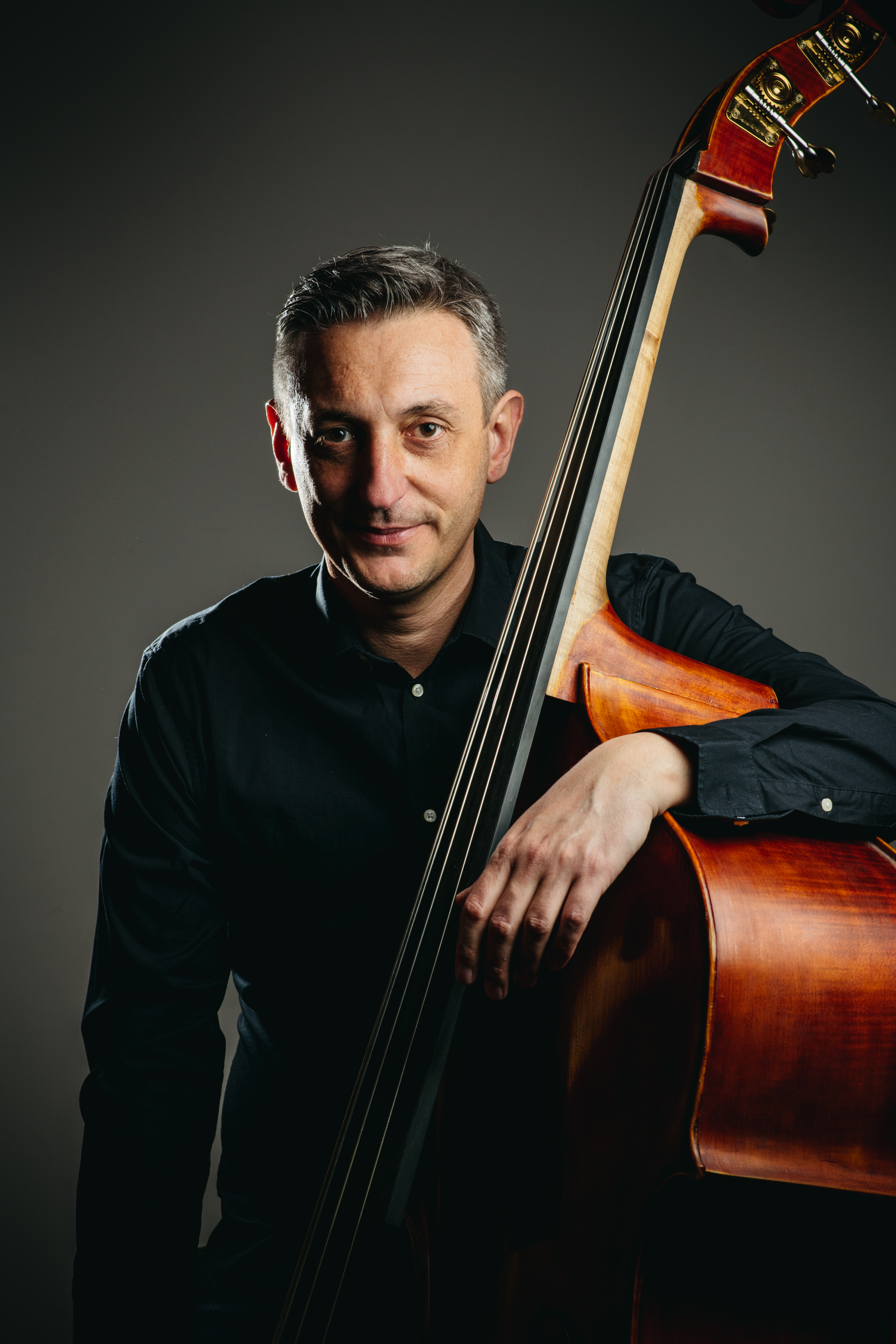
Nenad Vasilić (2019)

Nenad Vasilić (* 8. Mai 1975 in Niš) ist ein österreichischer Jazzmusiker (Bass, Komposition, Arrangement) serbischer Herkunft.

## Leben und Wirken
Vasilić  wuchs mit der reichen Folklore-Tradition des Balkan auf; er lernte zunächst Klavier und wechselte dann zum Kontrabass. Traditionelle Musik, die Musik der Roma und die Liebe zum Jazz beeinflussten ihn bereits als Jugendlichen. Mit 16 Jahren spielte er als Bassist in der lokalen Jazzszene. Nach dem Jazz-Studium an der Kunstuniversität Graz zog er nach Wien und ist dort seitdem ein gefragter Kontrabassist. Unter anderem arbeitete er mit Richie Beirach, Petar Ralchev, Bojan Z, Steve Gut, Mark Murphy, Laurie Antonioli und Sheila Jordan.
1998 gründete er seine eigene Band. Als Bandleader und Komponist fusioniert Vasilić die Musik seiner Heimat mit dem Jazz; der ORF hat deren Grundidee als „kosmopolitischer Balkan-Jazz“ beschrieben. Mehr als 40 Originalkompositionen hat er auf zwölf Alben unter eigenem Namen veröffentlicht. 2004 wurde sein Album Nenad Vasilić Balkan Band Live: Joe Jack ist Back für den Hans-Koller-Preis nominiert.

## Diskographische Hinweise
- Vasilić Nenad Balkan Band Joe Jack (Nabel 2003)[3]
- Just Fly (Extraplatte 2010)
- Nataša Mirković / Nenad Vasilić Soulmotion (Bayla 2011)
- The Art of the Balkan Bass (Galileo 2014, solo)[4]
- Wet Paint (Galileo 2016, mit Bojan Z, Jarrod Cagwin)
- Live in Theater Akzent (Galileo 2017, mit Wolfgang Puschnig, Bojan Z, Jarrod Cagwin)
- Bass Room (Galileo 2019; solo)
- Bass & Strings (Galileo 2023)[5]